# (30997) 1995 UO5
1995 يو أو 5 (ويعرف أيضًا باسم (30997) 1995 يو أو 5 وفق تسمية الكوكب الصغير) (بالإنجليزية: 1995 UO5)‏ هو كويكب ضمن حزام الكويكبات؛ وترتيبه 30997 من حيث الاكتشاف.
اكتُشف هذا الجُرم الفلكي بواسطة سبيس واتش في 26 أكتوبر 1995.

## وصلات خارجية
- (30997) 1995 UO5 في قاعدة بيانات مختبر الدفع النفاث لأجرام النظام الشمسي الصغيرة

- الاكتشاف · مخطط المدار ·  العناصر المدارية · المعلمات المادية

- (30997) 1995 UO5 على موقع ويكي سكاي: DSS2, SDSS, GALEX, IRAS, Hydrogen α, X-Ray, Astrophoto, Sky Map, Articles and images